# Acanthotetilla rocasensis
Acanthotetilla rocasensis är en svampdjursart som beskrevs av Peixinho, Fernandez, Oliveira, Caires och L. Hajdu 2007. Acanthotetilla rocasensis ingår i släktet Acanthotetilla och familjen Tetillidae. Inga underarter finns listade i Catalogue of Life.